# Möslestadion (Fryburg Bryzgowijski)
Möslestadion – stadion sportowy we Fryburgu Bryzgowijskim, w Niemczech. Został otwarty 1 października 1922 roku. Może pomieścić 18 000 widzów. Do 2000 roku swoje spotkania rozgrywali na nim piłkarze klubu Freiburger FC. W 2000 roku stadion został wykupiony przez SC Freiburg i zaadaptowany na potrzeby szkółki piłkarskiej tego klubu, swoje spotkania rozgrywa na nim także zespół rezerw oraz drużyna kobiet SC Freiburg.

## Historia
Budowa stadionu rozpoczęła się w 1921 roku, a jego uroczyste otwarcie miało miejsce 1 października 1922 roku. Autorem projektu był Philipp Müller. Charakterystycznym elementem stadionu była zadaszona trybuna główna po stronie południowej. Od początku gospodarzem obiektu byli piłkarze klubu Freiburger FC, którzy na inaugurację rozegrali mecz przeciwko Stuttgarter Kickers.
Poprzednim obiektem klubu Freiburger FC (mistrza Niemiec z 1907 roku) był Sportplatz an der Schwarzwaldstraße. Od 1923 roku Freiburger FC uczestniczył w rozgrywkach Bezirksligi (Bezirksligi Württemberg-Baden, od 1927 roku w grupie Baden), która zastąpiła wówczas Kreisligę (konkretnie Kreisligę Baden, w której dotąd rywalizował klub). W sezonie 1929/1930 zespół wygrał swoją Bezirksligę i rywalizował w mistrzostwach południowych Niemiec (będących przepustką do mistrzostw ogólnonarodowych), jednak bez powodzenia (ostatnie miejsce w tabeli). W 1933 roku w Niemczech powstały Gauligi, a Freiburger FC przystąpił do Gauligi Baden, w której bez dużych sukcesów rywalizował do końca II wojny światowej.
W 1945 roku zespół został rozwiązany, a w jego miejsce utworzono nową drużynę pod nazwą Fortuna Freiburg. W pierwszych latach po wojnie zespół uczestniczył w rozgrywkach piłkarskich francuskiej strefy okupacyjnej. W 1949 roku drużyna zmieniła nazwę na Freiburger FC, nawiązując do tradycji przedwojennego klubu. Od 1950 roku zespół uczestniczył w 2. Oberlidze Süd.
4 sierpnia 1953 roku z nieznanych przyczyn doszczętnie spłonęła trybuna główna stadionu. Wraz z trybuną zniszczeniu w pożarze uległy m.in. pamiątki klubowe, stare fotografie i sprzęt sportowy. Dzięki pomocy miasta w miejscu zniszczonej trybuny wybudowano nową, zadaszoną trybunę główną, którą oddano do użytku 14 sierpnia 1954 roku. Obecnie obiekt posiada status zabytku.
W sezonie 1956/1957 Freiburger FC zaliczył epizod w Oberlidze Süd (wówczas najwyższy możliwy poziom ligowy w RFN), ale po zajęciu ostatniego miejsca w tabeli powrócił do drugiej dywizji. W tym sezonie padł niepobity później rekord frekwencji stadionu (25 000 widzów podczas meczu z 1. FC Nürnberg 9 grudnia 1956 roku). W kolejnych latach zespół kontynuował grę na drugim poziomie ligowym (od 1963 roku jako Regionalliga Süd). W 1974 roku klub zaliczył spadek do 3. dywizji (Amateurliga Südbaden), ale w 1977 roku powrócił na drugi poziom rozgrywkowy (wówczas już pod nazwą 2. Bundesliga – do 1981 roku grając w grupie Süd). Po awansie, w związku z nowymi wymogami, na stadionie wybudowano wysoki płot oddzielający kibiców od boiska.
W sezonie 1981/1982 2. Bundesligi, po raz pierwszy rozgrywanej na szczeblu centralnym, zepół nie zdołał się utrzymać i spadł do 3. dywizji. W kolejnych latach drużyna utrzymywała się na 3. szczeblu ligowym, później notowała spadki i awanse, nie nawiązując już jednak do dawnych sukcesów. Od 1994 roku zespół grał na 5. poziomie rozgrywkowym, a w 1999 roku spadł do Landesligi Südbaden (6. poziom ligowy).
W 2000 roku działacze Freiburger FC zadecydowali o sprzedaży stadionu. Nabywcą został sąsiedni klub, SC Freiburg. W sezonie 1999/2000, ostatnim rozegranym na swoim starym stadionie, Freiburger FC uzyskał awans, powracając po roku przerwy na 5. poziom ligowy. Latem 2000 roku klub przeniósł się na Schönbergstadion (od 2008 roku zespół gra natomiast na Stadion im Dietenbachpark).
W 2001 roku SC Freiburg przeprowadził na obiekcie prace remontowe, by zaadaptować go na potrzeby swojej szkółki piłkarskiej. Kolejna modernizacja stadionu miała miejsce w 2013 roku. Oprócz szkółki piłkarskiej ze stadionu korzysta również zespół rezerw SC Freiburg oraz kobieca sekcja klubu.
23 marca 2016 roku na stadionie rozegrano mecz towarzyski piłkarskich reprezentacji Niemiec i Szwajcarii do lat 20 (1:1).